# Tossal del Morer
El Tossal del Morer és una muntanya de 1.416 metres que es troba al municipi de Toses, a la comarca catalana del Ripollès.